# Élections municipales de 2020 dans la Marne
Les élections municipales de 2020 dans la Marne se déroulent, comme dans le reste de la France, à partir du 15 mars 2020, date du premier tour. Le second tour initialement prévu le 22 mars est cependant reporté au 28 juin en raison de la crise sanitaire liée à pandémie de Covid-19.

## Maires sortants et maires élus dans les communes de plus de2 000 habitants
Le tableau ci-dessous dresse la liste des maires sortants et des candidats têtes des listes ayant remporté les élections dans les communes de plus de 1 000 habitants, qui appliquent le scrutin de liste à deux tours avec représentation proportionnelle. En deçà de 3 500 habitants, le ministère ne précise pas la couleur politique des listes ; les maires sont alors indiqués « sans parti » sauf données contraires.
Les populations indiquées par commune sont les populations légales au 1er janvier 2020.
Le scrutin est marqué par une grande stabilité. La gauche échoue à récupérer Reims perdue au scrutin précédent. Seule Bezannes change de main avec le victoire d'un candidat sans étiquette face au maire sortant divers-droite. Le parti présidentiel conserve Sainte-Ménehould.
| Commune                | Population | Maire sortant       | Parti | Parti | Maire élu           | Parti | Parti |
| ---------------------- | ---------- | ------------------- | ----- | ----- | ------------------- | ----- | ----- |
| Aÿ-Champagne           | 5 684      | Dominique Lévêque   |       | PS    | Dominique Lévêque   |       | PS    |
| Bazancourt             | 2 238      | Yannick Kerharo     |       | UDI   | Anne-Sophie Romagny |       | UDI   |
| Bétheny                | 7 075      | Alain Wanschoor     |       | PS    | Alain Wanschoor     |       | PS    |
| Bezannes               | 2 179      | Jean-Pierre Belfie  |       | DVD   | Dominique Potar     |       | DIV   |
| Blancs-Coteaux         | 3 501      | Pascal Perrot       |       | LR    | Pascal Perrot       |       | LR    |
| Châlons-en-Champagne   | 45 997     | Benoist Apparu      |       | DVD   | Benoist Apparu      |       | DVD   |
| Cormontreuil           | 6 614      | Jean Marx           |       | PS    | Jean Marx           |       | PS    |
| Courtisols             | 2 519      | Hubert Arrouart     |       | DVD   | Milène Adnet        |       | DVD   |
| Dormans                | 2 976      | Michel Courteaux    |       | DVD   | Michel Courteaux    |       | DVD   |
| Épernay                | 23 120     | Franck Leroy        |       | DVD   | Franck Leroy        |       | DVD   |
| Fagnières              | 4 942      | Alain Biaux         |       | EELV  | Denis Fenat         |       | EELV  |
| Fère-Champenoise       | 2 188      | Bruno Legrand       |       | DVD   | Gérard Gorisse      |       | DVD   |
| Fismes                 | 5 536      | Jean-Pierre Pinon   |       | DVG   | Charles Gossard     |       | DVG   |
| Montmirail             | 3 648      | Étienne Dhuicq      |       | LR    | Étienne Dhuicq      |       | LR    |
| Mourmelon-le-Grand     | 5 132      | Pascal Jaloux       |       | DVD   | Pascal Jaloux       |       | DVD   |
| Muizon                 | 2 225      | Germain Renard      |       | LR    | Germain Renard      |       | LR    |
| Reims                  | 185 576    | Arnaud Robinet      |       | LR    | Arnaud Robinet      |       | LR    |
| Saint-Brice-Courcelles | 3 573      | Alain Lescouet      |       | DVG   | Évelyne Quentin     |       | DVG   |
| Saint-Memmie           | 5 589      | Sylvie Butin        |       | LR    | Sylvie Butin        |       | LR    |
| Sainte-Menehould       | 4 234      | Bertrand Courot     |       | LREM  | Bertrand Courot     |       | LREM  |
| Sarry                  | 2 132      | Hervé Maillet       |       | DVG   | Hervé Maillet       |       | DVG   |
| Sézanne                | 4 942      | Sacha Hewak         |       | DVG   | Sacha Hewak         |       | DVG   |
| Suippes                | 3 960      | Jean-Raymond Égon   |       | DVD   | François Collart    |       | DVD   |
| Taissy                 | 2 235      | Patrice Barrier     |       | DVD   | Patrice Barrier     |       | DVD   |
| Tinqueux               | 10 169     | Jean-Pierre Fortuné |       | LR    | Jean-Pierre Fortuné |       | LR    |
| Vitry-le-François      | 12 416     | Jean-Pierre Bouquet |       | PS    | Jean-Pierre Bouquet |       | PS    |
| Warmeriville           | 2 494      | Patrice Mousel      |       | DVD   | Patrice Mousel      |       | DVD   |
| Witry-lès-Reims        | 5 075      | Michel Keller       |       | DVD   | Michel Keller       |       | DVD   |

## Résultats détaillés dans les communes de plus de3 000 habitants

### Aÿ-Champagne
- Maire sortant : Dominique Lévêque
- 33 sièges à pourvoir au conseil municipal
- 13 siège à pourvoir au conseil communautaire (CC de la Grande Vallée de la Marne)

Aÿ-Champagne est une commune nouvelle née de la fusion d'Ay, Bisseuil et Mareuil-sur-Ay. Dominique Lévêque, maire sortant, conseiller départemental socialiste et président de la Communauté de communes de la Grande Vallée de la Marne, annonce d'abord ne pas être candidat à sa réélection. La majorité sortante désigne l'adjointe à la cohésion sociale, Patricia Mehenni, comme tête de liste.
L'adjoint chargé de la communication, Jean-François Rondelli, choisit cependant de se porter candidat sur une liste indépendante. Élu maire d'Ay depuis 1989, Dominique Lévêque décide finalement de se représenter pour éviter les divisions de l'équipe sortante, soutenu par Patricia Mehenni et les anciens maires de Bisseuil et Mareuil,. Une troisième liste est menée par le viticulteur Philippe Brun, qui n'avait pas réussi à monter une liste en 2014 et estime que « la municipalité en place […] gaspille l’argent public ».
La liste divers gauche de Dominique Lévêque arrive en tête du premier tour avec 44 % des voix mais les deux listes centristes rassemblent la majorité des suffrages. Un deuxième tour, où les listes d'opposition pourraient fusionner, est nécessaire. Entre les deux tours, Philiippe Brun — arrivé en troisième position — annonce le retrait de sa liste, laissant Jean-François Rondelli affronter Dominique Lévêque.
| Tête de liste                              | Tête de liste            | Liste                    | Premier tour | Premier tour | Second tour | Second tour | Sièges | Sièges |
| Tête de liste                              | Tête de liste            | Liste                    | Voix         | %            | Voix        | %           | CM     | CC     |
| ------------------------------------------ | ------------------------ | ------------------------ | ------------ | ------------ | ----------- | ----------- | ------ | ------ |
|                                            | Dominique Lévêque        | Divers gauche            | 811          | 44,12        | 870         | 51,08       | 25     | 10     |
| Aÿ-Champagne, poursuivons la dynamique     |                          |                          | 811          | 44,12        | 870         | 51,08       | 25     | 10     |
|                                            | Jean-François Rondelli   | Divers centre            | 656          | 35,69        | 833         | 48,91       | 8      | 3      |
| Agir ensemble pour l'avenir d'Aÿ-Champagne |                          |                          | 656          | 35,69        | 833         | 48,91       | 8      | 3      |
|                                            | Philippe Brun            | Divers centre            | 371          | 20,18        |             |             |        |        |
| Ay Nouvelle donne                          |                          |                          | 371          | 20,18        |             |             |        |        |
|                                            |                          |                          |              |              |             |             |        |        |
| Votes exprimés                             | Votes exprimés           | Votes exprimés           | 1 838        | 97,66        |             |             |        |        |
| Votes blancs                               | Votes blancs             | Votes blancs             | 19           | 1,01         |             |             |        |        |
| Votes nuls                                 | Votes nuls               | Votes nuls               | 25           | 1,33         |             |             |        |        |
| Total                                      | Total                    | Total                    | 1 882        | 100          |             |             | 33     | 13     |
| Abstention                                 | Abstention               | Abstention               | 2 093        | 52,65        |             |             |        |        |
| Inscrits / Participation                   | Inscrits / Participation | Inscrits / Participation | 3 975        | 47,35        |             |             |        |        |

### Bétheny
- Maire sortant : Alain Wanschoor
- 29 sièges à pourvoir au conseil municipal
- 2 siège à pourvoir au conseil communautaire (CU Grand Reims)

Le socialiste Alain Wanschoor, élu maire de Bétheny avec 42 % des voix en 2014 grâce aux divisions de la droite, se représente à la tête d'une liste « divers ». Il affronte deux listes de droite menées par Julien Dupain (UDI) et Jean-François Ferrando, deux conseilleurs municipaux d'opposition. Le maire sortant est largement réélu avec environ deux tiers des voix.
|                             | Alain Wanschoor          | Divers                   | 1 431 | 66,86 | 25 | 2 |  |  |
| Bétheny ensemble            |                          |                          | 1 431 | 66,86 | 25 | 2 |  |  |
|                             | Julien Dupain            | Divers droite            | 386   | 18,03 | 2  | 0 |  |  |
| Un nouvel élan pour Bétheny |                          |                          | 386   | 18,03 | 2  | 0 |  |  |
|                             | Jean-François Ferrando   | Union de la droite       | 323   | 15,09 | 2  | 0 |  |  |
| J'aime Bétheny              |                          |                          | 323   | 15,09 | 2  | 0 |  |  |
|                             |                          |                          |       |       |    |   |  |  |
| Votes exprimés              | Votes exprimés           | Votes exprimés           | 2 140 | 97,18 |    |   |  |  |
| Votes blancs                | Votes blancs             | Votes blancs             | 31    | 1,41  |    |   |  |  |
| Votes nuls                  | Votes nuls               | Votes nuls               | 31    | 1,41  |    |   |  |  |
| Total                       | Total                    | Total                    | 2 202 | 100   | 29 | 2 |  |  |
| Abstention                  | Abstention               | Abstention               | 3 207 | 59,29 |    |   |  |  |
| Inscrits / Participation    | Inscrits / Participation | Inscrits / Participation | 5 409 | 40,71 |    |   |  |  |

### Blancs-Coteaux
- Maire sortant : Pascal Perrot
- 27 sièges à pourvoir au conseil municipal
- 4 siège à pourvoir au conseil communautaire (CA Épernay, Coteaux et Plaine de Champagne)

Blancs-Coteaux est une commune nouvelle créée le 1er janvier 2018 par fusion des communes de Vertus, Oger, Gionges et Voipreux. Le maire sortant Pascal Perrot, maire de Vertus pendant cinq mandats, présente une liste soutenue par les anciens maires des communes déléguées,. La liste remporte l'élection sans opposition.
|                                    | Pascal Perrot            | Sans étiquette           | 683   | 100,00 | 27 | 4 |  |  |
| Blancs-Côteaux, unité et diversité |                          |                          | 683   | 100,00 | 27 | 4 |  |  |
|                                    |                          |                          |       |        |    |   |  |  |
| Votes exprimés                     | Votes exprimés           | Votes exprimés           | 683   | 83,09  |    |   |  |  |
| Votes blancs                       | Votes blancs             | Votes blancs             | 24    | 2,92   |    |   |  |  |
| Votes nuls                         | Votes nuls               | Votes nuls               | 115   | 13,99  |    |   |  |  |
| Total                              | Total                    | Total                    | 822   | 100    | 27 | 4 |  |  |
| Abstention                         | Abstention               | Abstention               | 1 556 | 65,43  |    |   |  |  |
| Inscrits / Participation           | Inscrits / Participation | Inscrits / Participation | 2 378 | 34,57  |    |   |  |  |

### Châlons-en-Champagne
- Maire sortant : Benoist Apparu
- 43 sièges à pourvoir au conseil municipal
- 35 siège à pourvoir au conseil communautaire (CA de Châlons-en-Champagne)

Benoist Apparu est maire de Châlons-en-Champagne, préfecture du département, depuis 2014. Il a quitté Les Républicains en 2017 et se représente à la tête d'une liste divers droite, misant sur la sécurité, la rénovation urbaine et la requalification du centre-ville. La députée Lise Magnier est en deuxième position sur cette liste. Face à liste sortante, trois listes se présentent : une liste divers gauche menée par le socialiste Rudy Namur, une liste sans étiquette menée par Alan Pierrejean (attaché parlementaire du député LREM Éric Girardin) et une deuxième liste de gauche menée par le communiste Dominique Vatel, soutenue par La France insoumise et Ensemble !,.
À l'issue du premier tour, où le maire sortant arrive largement en tête, les quatre listes sont en position de se maintenir pour le second tour. À gauche, Rudy Namur se présente comme « la seule alternative pour battre Apparu », cependant les mauvaises relations avec la liste menée par Dominique Vatel compromettent une fusion des listes. De son côté, Alan Pierrejean rappelle « on a toujours dit qu'on ne se rapprocherait pas d'un autre candidat ». Les quatre listes se maintient effectivement pour le second tour du 28 juin, faisant de Benoist Apparu le favori de l'élection.
| Tête de liste                       | Tête de liste            | Liste                    | Premier tour | Premier tour | Second tour | Second tour | Sièges | Sièges |
| Tête de liste                       | Tête de liste            | Liste                    | Voix         | %            | Voix        | %           | CM     | CC     |
| ----------------------------------- | ------------------------ | ------------------------ | ------------ | ------------ | ----------- | ----------- | ------ | ------ |
|                                     | Benoist Apparu           | Divers droite            | 3 329        | 46,03        | 3166        | 53,16       | 34     | 28     |
| J'aime Châlons                      |                          |                          | 3 329        | 46,03        | 3166        | 53,16       | 34     | 28     |
|                                     | Rudy Namur               | Divers gauche            | 1 848        | 25,55        | 1573        | 26,41       | 5      | 4      |
| Notre passion c'est Châlons         |                          |                          | 1 848        | 25,55        | 1573        | 26,41       | 5      | 4      |
|                                     | Alan Pierrejean          | Divers                   | 1 116        | 15,43        | 644         | 10,81       | 2      | 2      |
| Châlons c'est vous !                |                          |                          | 1 116        | 15,43        | 644         | 10,81       | 2      | 2      |
|                                     | Dominique Vatel          | Divers gauche            | 938          | 12,97        | 572         | 9,60        | 2      | 1      |
| Les Châlonnais-es ensemble à gauche |                          |                          | 938          | 12,97        | 572         | 9,60        | 2      | 1      |
|                                     |                          |                          |              |              |             |             |        |        |
| Votes exprimés                      | Votes exprimés           | Votes exprimés           | 7 231        | 30,94        |             |             |        |        |
| Votes blancs                        | Votes blancs             | Votes blancs             | 118          | 0,50         |             |             |        |        |
| Votes nuls                          | Votes nuls               | Votes nuls               | 142          | 0,61         |             |             |        |        |
| Total                               | Total                    | Total                    | 7 491        | 100          |             |             | 43     | 35     |
| Abstention                          | Abstention               | Abstention               | 15 879       | 67,95        |             |             |        |        |
| Inscrits / Participation            | Inscrits / Participation | Inscrits / Participation | 23 370       | 32,05        |             |             |        |        |

### Cormontreuil
- Maire sortant : Jean Marx
- 29 sièges à pourvoir au conseil municipal
- 2 siège à pourvoir au conseil communautaire (CU Grand Reims)

À Cormontreuil, dans l'agglomération rémoise, Jean Marx est candidat à un troisième mandat. S'il est élu conseiller départemental depuis 2015 sous les couleurs du Parti socialiste, la liste qu'il mène est cependant classée « divers » par la préfecture. Jean Marx affronte son deuxième adjoint chargé de l'urbanisme et du développement économique, André Van Compernolle, qui prend la tête d'une liste d'opposition de tendance divers gauche.
|                                               | Jean Marx                | Divers                   | 1 412 | 64,85 | 24 | 2 |  |  |
| Cormontreuil, ensemble, construisons l'avenir |                          |                          | 1 412 | 64,85 | 24 | 2 |  |  |
|                                               | André Van Compernolle    | Divers gauche            | 765   | 35,14 | 2  | 0 |  |  |
| Demain, Cormontreuil                          |                          |                          | 765   | 35,14 | 2  | 0 |  |  |
|                                               |                          |                          |       |       |    |   |  |  |
| Votes exprimés                                | Votes exprimés           | Votes exprimés           | 2 177 | 41,78 |    |   |  |  |
| Votes blancs                                  | Votes blancs             | Votes blancs             | 18    | 0,35  |    |   |  |  |
| Votes nuls                                    | Votes nuls               | Votes nuls               | 42    | 0,81  |    |   |  |  |
| Total                                         | Total                    | Total                    | 2 237 | 100   | 29 | 2 |  |  |
| Abstention                                    | Abstention               | Abstention               | 2 974 | 57,07 |    |   |  |  |
| Inscrits / Participation                      | Inscrits / Participation | Inscrits / Participation | 5 211 | 42,93 |    |   |  |  |

### Épernay
- Maire sortant : Franck Leroy
- 35 sièges à pourvoir au conseil municipal
- 30 sièges à pourvoir au conseil communautaire (CA Épernay, Coteaux et Plaine de Champagne)

À Épernay, le maire sortant Franck Leroy, élu en 2000, est candidat à un nouveau mandat. Après avoir quitté l'UDI en 2018, il mène une liste classée divers centre. Frannk Leroy est également président de la Communauté d'agglomération Épernay, Coteaux et Plaine de Champagne. Contrairement à 2014, la gauche apparaît rassemblée derrière le radical de gauche Jean-Paul Angers, conseiller municipal d'opposition à la tête d'une liste comprenant des communistes, des écologistes, des insoumis et des socialistes. La liste du Rassemblement national est menée par Cindy Demange, conseillère municipale sortante et conseillère régionale. Pour la première fois, Lutte ouvrière présente une liste à Épernay avec l'enseignante Laurence D'Albaret comme tête de liste.
Dans un contexte de forte abstention (72 % des Inscrits / Participation), Franck Leroy est réélu dès le premier tour avec 61 % des suffrages, devant la liste « Épernay en commun » de Jean-Paul Angers et la liste du RN de Cindy Demange.
|                                                          | Franck Leroy             | Divers centre            | 2 479  | 61,02 | 29 | 25 |  |  |
| Avec Franck Leroy, tous engagés pour Epernay             |                          |                          | 2 479  | 61,02 | 29 | 25 |  |  |
|                                                          | Jean-Paul Angers         | Divers gauche            | 882    | 21,71 | 4  | 3  |  |  |
| Epernay en commun                                        |                          |                          | 882    | 21,71 | 4  | 3  |  |  |
|                                                          | Cindy Demange            | Rassemblement national   | 589    | 14,50 | 2  | 2  |  |  |
| Ensemble pour le renouveau d'Epernay                     |                          |                          | 589    | 14,50 | 2  | 2  |  |  |
|                                                          | Laurence D'Albaret       | Lutte ouvrière           | 112    | 2,75  | 0  | 0  |  |  |
| Lutte ouvrière - Faire entendre le camp des travailleurs |                          |                          | 112    | 2,75  | 0  | 0  |  |  |
|                                                          |                          |                          |        |       |    |    |  |  |
| Votes exprimés                                           | Votes exprimés           | Votes exprimés           | 4 062  | 27,27 |    |    |  |  |
| Votes blancs                                             | Votes blancs             | Votes blancs             | 116    | 0,78  |    |    |  |  |
| Votes nuls                                               | Votes nuls               | Votes nuls               | 0      | 0,00  |    |    |  |  |
| Total                                                    | Total                    | Total                    | 4 178  | 100   | 35 | 30 |  |  |
| Abstention                                               | Abstention               | Abstention               | 10 715 | 71,95 |    |    |  |  |
| Inscrits / Participation                                 | Inscrits / Participation | Inscrits / Participation | 14 893 | 28,05 |    |    |  |  |

### Fagnières
- Maire sortant : Alain Biaux
- 27 sièges à pourvoir au conseil municipal
- 4 siège à pourvoir au conseil communautaire (CA de Châlons-en-Champagne)

Le maire écologiste de Fagnières, Alain Biaux, n'est pas candidat à sa réélection après trois mandats. Son second adjoint, Denis Fenat, est le candidat de la liste sans étiquette mais de « sensibilité écologique » de la majorité sortante. Quatre autres listes sont présentes : une liste divers droite portée par la conseillère municipale Sandrine Antunes (dont le mari était tête de liste en 2014), une liste soutenue par le Rassemblement national et menée par Thierry Besson (dont c'est la 4e candidature) et deux listes sans étiquettes conduites par Amelle Dahmani et Michaël Mauvais. 
Au soir du premier tour, la liste de la majorité sortante de Denis Fenat arrive en tête avec 43,1 % des voix. Elle devance celle de Sandrine Antunes (19,3 %), de Michaël Mauvais (19,1 %) puis de Thierry Besson à (14 %). La dernière liste, celle d'Amelle Dahmani, ne peut pas se maintenir au second tour avec 4,5 % des voix. Les quatre listes ayant dépassé les 10 % des suffrages exprimés choisissent de se maintenir.
| Tête de liste                      | Tête de liste            | Liste                     | Premier tour | Premier tour | Second tour | Second tour | Sièges | Sièges |
| Tête de liste                      | Tête de liste            | Liste                     | Voix         | %            | Voix        | %           | CM     | CC     |
| ---------------------------------- | ------------------------ | ------------------------- | ------------ | ------------ | ----------- | ----------- | ------ | ------ |
|                                    | Denis Fenat              | Europe Écologie Les Verts | 638          | 43,10        | 688         | 53,49       | 22     | 4      |
| Fagnières Demain Toujours Ensemble |                          |                           | 638          | 43,10        | 688         | 53,49       | 22     | 4      |
|                                    | Sandrine Antunes         | Divers droite             | 286          | 19,32        | 246         | 19,12       | 2      | 0      |
| Fagnières ensemble                 |                          |                           | 286          | 19,32        | 246         | 19,12       | 2      | 0      |
|                                    | Michaël Mauvais          | Divers                    | 283          | 19,12        | 217         | 16,87       | 2      | 0      |
| J'aime Fagnières                   |                          |                           | 283          | 19,12        | 217         | 16,87       | 2      | 0      |
|                                    | Thierry Besson           | Rassemblement national    | 207          | 13,98        | 135         | 10,49       | 1      | 0      |
| Rassemblement Fagniérot            |                          |                           | 207          | 13,98        | 135         | 10,49       | 1      | 0      |
|                                    | Amelle Dahmani           | Divers                    | 66           | 4,45         |             |             |        |        |
| Fagnières avant tout               |                          |                           | 66           | 4,45         |             |             |        |        |
|                                    |                          |                           |              |              |             |             |        |        |
| Votes exprimés                     | Votes exprimés           | Votes exprimés            | 1 480        | 39,81        |             |             |        |        |
| Votes blancs                       | Votes blancs             | Votes blancs              | 14           | 0,38         |             |             |        |        |
| Votes nuls                         | Votes nuls               | Votes nuls                | 21           | 0,56         |             |             |        |        |
| Total                              | Total                    | Total                     | 1 515        | 100          |             |             | 27     | 4      |
| Abstention                         | Abstention               | Abstention                | 2 203        | 59,25        |             |             |        |        |
| Inscrits / Participation           | Inscrits / Participation | Inscrits / Participation  | 3 718        | 40,75        |             |             |        |        |

### Fismes
- Maire sortant : Jean-Pierre Pinon
- 29 sièges à pourvoir au conseil municipal
- 2 siège à pourvoir au conseil communautaire (CU Grand Reims)

Le maire de Fismes Jean-Pierre Pinon, ancien socialiste, ne se représente pas après trois mandats à la tête de la ville. La liste divers gauche de Charles Gossard, libraire soutenu par le maire sortant, l'emporte sans opposition.
|                                                         | Charles Gossard          | Divers gauche            | 898   | 100,00 | 29 | 2 |  |  |
| Pensons, agissons, évoluons Fismes avec Charles Gossard |                          |                          | 898   | 100,00 | 29 | 2 |  |  |
|                                                         |                          |                          |       |        |    |   |  |  |
| Votes exprimés                                          | Votes exprimés           | Votes exprimés           | 898   | 22,63  |    |   |  |  |
| Votes blancs                                            | Votes blancs             | Votes blancs             | 60    | 1,51   |    |   |  |  |
| Votes nuls                                              | Votes nuls               | Votes nuls               | 134   | 3,38   |    |   |  |  |
| Total                                                   | Total                    | Total                    | 1 092 | 100    | 29 | 2 |  |  |
| Abstention                                              | Abstention               | Abstention               | 2 876 | 72,48  |    |   |  |  |
| Inscrits / Participation                                | Inscrits / Participation | Inscrits / Participation | 3 968 | 27,52  |    |   |  |  |

### Montmirail
- Maire sortant : Étienne Dhuicq
- 27 sièges à pourvoir au conseil municipal
- 16 siège à pourvoir au conseil communautaire (CC de la Brie champenoise)

En 2014, les électeurs de Montmirail ont élu la liste conduite par Étienne Dhuicq, devenu maire et président de la Communauté de communes de la Brie Champenoise. Si une liste d'opposition tente de se former, la liste d'Étienne Dhuicq est finalement seule en lice pour les élections de 2020. Elle est donc réélue au premier tour.
|                               | Étienne Dhuicq           | Divers droite            | 645   | 100,00 | 27 | 16 |  |  |
| Agir ensemble pour Montmirail |                          |                          | 645   | 100,00 | 27 | 16 |  |  |
|                               |                          |                          |       |        |    |    |  |  |
| Votes exprimés                | Votes exprimés           | Votes exprimés           | 645   | 24,97  |    |    |  |  |
| Votes blancs                  | Votes blancs             | Votes blancs             | 27    | 1,05   |    |    |  |  |
| Votes nuls                    | Votes nuls               | Votes nuls               | 140   | 5,42   |    |    |  |  |
| Total                         | Total                    | Total                    | 812   | 100    | 27 | 16 |  |  |
| Abstention                    | Abstention               | Abstention               | 1 771 | 68,56  |    |    |  |  |
| Inscrits / Participation      | Inscrits / Participation | Inscrits / Participation | 2 583 | 31,44  |    |    |  |  |

### Mourmelon-le-Grand
- Maire sortant : Pascal Jaloux
- 29 sièges à pourvoir au conseil municipal
- 4 siège à pourvoir au conseil communautaire (CA de Châlons-en-Champagne)

Pascal Jaloux est élu maire de la ville militaire de Mourmelon-le-Grand, à l'occasion d'une élection partielle provoquée par la démission du maire sortant Fabrice Loncol. Sa liste divers droite l'avait alors emporté avec près de 62 % des suffrages. En 2020, il est réélu à la tête de la ville sans opposition.
|                             | Pascal Jaloux            | Divers droite            | 608   | 100,00 | 29 | 4 |  |  |
| Mourmelon Agissons ensemble |                          |                          | 608   | 100,00 | 29 | 4 |  |  |
|                             |                          |                          |       |        |    |   |  |  |
| Votes exprimés              | Votes exprimés           | Votes exprimés           | 608   | 23,71  |    |   |  |  |
| Votes blancs                | Votes blancs             | Votes blancs             | 39    | 1,52   |    |   |  |  |
| Votes nuls                  | Votes nuls               | Votes nuls               | 60    | 2,34   |    |   |  |  |
| Total                       | Total                    | Total                    | 707   | 100    | 29 | 4 |  |  |
| Abstention                  | Abstention               | Abstention               | 1 857 | 72,43  |    |   |  |  |
| Inscrits / Participation    | Inscrits / Participation | Inscrits / Participation | 2 564 | 27,57  |    |   |  |  |

### Reims
- Maire sortant : Arnaud Robinet
- 59 sièges à pourvoir au conseil municipal
- 59 siège à pourvoir au conseil communautaire (CU Grand Reims)

En 2014, le député UMP Arnaud Robinet défaisait la maire sortante socialiste Adeline Hazan. En 2020, de nombreuses listes se présentent à Reims : 10 listes sont en lice, contre six en 2014. Arnaud Robinet est candidat à sa réélection à la tête d'une liste divers droite où Catherine Vautrin, présidente du Grand Reims, figure en deuxième position. Après un premier mandat, les sondages donnent Arnaud Robinet favori de l'élection. Son adjointe à la politique de la ville Fatima El Haoussine prend cependant la tête d'une liste divers droite dissidente, où figure l'athlète Mahiedine Mekhissi.
La gauche part en ordre dispersé. Eric Quénard, premier adjoint d'Adeline Hazan entre 2008 et 2014, mène une liste soutenue par le Parti socialiste, le Parti communiste et quelques membres d'EELV. Europe Écologie Les Verts et l'Alliance écologiste indépendante ont cependant une liste indépendante, portée par Léo Tyburce. Hadhoum Belaredj-Tunc, conseillère départementale socialiste, mène une liste divers gauche tandis que Laure Manesse mène la liste « Reims en commun » pour La France insoumise et que Thomas Rose est une nouvelle fois candidat pour Lutte ouvrière.
Parmi les autres listes se trouvent celle conduite par Gérard Chemla et soutenue par La République en marche, qui comprend la députée Aina Kuric et deux anciens adjoints d'Adeline Hazan, et celle des « oubliés de la politique » d'Emmanuel Ludot, mettant l'accent sur l'écologie. Enfin, après le retrait de sa tête de liste initiale Julie Philippo, le Rassemblement national investit Jean-Claude Philipot, conseiller municipal d'opposition, qui présente un programme qu'il qualifie de « ni de droite, ni de gauche ».
|                                                          | Arnaud Robinet           | Divers droite             | 19 645 | 66,32 | 53 | 53 |  |  |
| Reims naturellement                                      |                          |                           | 19 645 | 66,32 | 53 | 53 |  |  |
|                                                          | Éric Quénard             | Union de la gauche        | 3 649  | 12,31 | 4  | 4  |  |  |
| Faisons respirer Reims                                   |                          |                           | 3 649  | 12,31 | 4  | 4  |  |  |
|                                                          | Léo Tyburce              | Europe Écologie Les Verts | 1 673  | 5,64  | 1  | 1  |  |  |
| Reims verts l'avenir                                     |                          |                           | 1 673  | 5,64  | 1  | 1  |  |  |
|                                                          | Jean-Claude Philipot     | Rassemblement national    | 1 629  | 5,49  | 1  | 1  |  |  |
| Reims avec le RN                                         |                          |                           | 1 629  | 5,49  | 1  | 1  |  |  |
|                                                          | Gérard Chemla            | Divers                    | 975    | 3,29  | 0  | 0  |  |  |
| Osons Reims ! Avec Gérard Chemla                         |                          |                           | 975    | 3,29  | 0  | 0  |  |  |
|                                                          | Laure Manesse            | La France insoumise       | 681    | 2,29  | 0  | 0  |  |  |
| Reims en commun                                          |                          |                           | 681    | 2,29  | 0  | 0  |  |  |
|                                                          | Hadhoum Belaredj-Tunc    | Divers gauche             | 626    | 2,11  | 0  | 0  |  |  |
| Nous citoyens rémois                                     |                          |                           | 626    | 2,11  | 0  | 0  |  |  |
|                                                          | Thomas Rose              | Lutte ouvrière            | 406    | 1,37  | 0  | 0  |  |  |
| Lutte ouvrière - Faire entendre le camp des travailleurs |                          |                           | 406    | 1,37  | 0  | 0  |  |  |
|                                                          | Fatima El Haoussine      | Divers droite             | 251    | 0,84  | 0  | 0  |  |  |
| Union des Rémois                                         |                          |                           | 251    | 0,84  | 0  | 0  |  |  |
|                                                          | Emmanuel Ludot           | Divers                    | 86     | 0,29  | 0  | 0  |  |  |
| Les Oubliés de la politique                              |                          |                           | 86     | 0,29  | 0  | 0  |  |  |
|                                                          |                          |                           |        |       |    |    |  |  |
| Votes exprimés                                           | Votes exprimés           | Votes exprimés            | 29 621 | 30,05 |    |    |  |  |
| Votes blancs                                             | Votes blancs             | Votes blancs              | 147    | 0,15  |    |    |  |  |
| Votes nuls                                               | Votes nuls               | Votes nuls                | 710    | 0,72  |    |    |  |  |
| Total                                                    | Total                    | Total                     | 30 478 | 100   | 59 | 59 |  |  |
| Abstention                                               | Abstention               | Abstention                | 68 092 | 69,08 |    |    |  |  |
| Inscrits / Participation                                 | Inscrits / Participation | Inscrits / Participation  | 98 570 | 30,92 |    |    |  |  |

### Saint-Brice-Courcelles
- Maire sortant : Alain Lescouet
- 27 sièges à pourvoir au conseil municipal
- 2 siège à pourvoir au conseil communautaire (CU Grand Reims)

Depuis 1993, Alain Lescouet est maire de Saint-Brice-Courcelles, dans la banlieue de Reims. Ancien conseiller général, Alain Lescouet est également vice-président du Grand Reims. Face à la liste divers gauche du maire sortant, une liste citoyenne portée par Nicolas Saingery se présente. La liste d'Alain Lescouet est largement réélue au premier tour avec environ 73 % des suffrages. Deux semaines après le premier tour, Alain Lescouet meurt cependant des suites du Covid-19.
|                             | Alain Lescouet           | Divers gauche            | 823   | 73,15 | 24 | 2 |  |  |
| Vivre et agir               |                          |                          | 823   | 73,15 | 24 | 2 |  |  |
|                             | Nicolas Saingery         | Divers                   | 302   | 26,85 | 3  | 0 |  |  |
| Saint-Brice-Courcelles 2020 |                          |                          | 302   | 26,85 | 3  | 0 |  |  |
|                             |                          |                          |       |       |    |   |  |  |
| Votes exprimés              | Votes exprimés           | Votes exprimés           | 1 125 | 39,60 |    |   |  |  |
| Votes blancs                | Votes blancs             | Votes blancs             | 18    | 0,63  |    |   |  |  |
| Votes nuls                  | Votes nuls               | Votes nuls               | 21    | 0,74  |    |   |  |  |
| Total                       | Total                    | Total                    | 1 164 | 100   | 27 | 2 |  |  |
| Abstention                  | Abstention               | Abstention               | 1 677 | 59,03 |    |   |  |  |
| Inscrits / Participation    | Inscrits / Participation | Inscrits / Participation | 2 841 | 40,97 |    |   |  |  |

### Saint-Memmie
- Maire sortant : Sylvie Butin
- 29 sièges à pourvoir au conseil municipal
- 4 siège à pourvoir au conseil communautaire (CA de Châlons-en-Champagne)

Ancienne adjointe à la culture, Sylvie Butin est élue maire de Saint-Memmie — petite ville de l'agglomération châlonnaise — à la suite des élections de 2014. Elle est à candidate à un deuxième mandat en 2020, à la tête d'une liste qu'elle affirme sans étiquette mais classée divers droite en préfecture. Elle est réélue sans opposition.
|                                 | Sylvie Butin             | Divers droite            | 810   | 100,00 | 29 | 4 |  |  |
| Agir ensemble pour Saint-Memmie |                          |                          | 810   | 100,00 | 29 | 4 |  |  |
|                                 |                          |                          |       |        |    |   |  |  |
| Votes exprimés                  | Votes exprimés           | Votes exprimés           | 810   | 21,33  |    |   |  |  |
| Votes blancs                    | Votes blancs             | Votes blancs             | 43    | 1,13   |    |   |  |  |
| Votes nuls                      | Votes nuls               | Votes nuls               | 66    | 1,74   |    |   |  |  |
| Total                           | Total                    | Total                    | 919   | 100    | 29 | 4 |  |  |
| Abstention                      | Abstention               | Abstention               | 2 878 | 75,80  |    |   |  |  |
| Inscrits / Participation        | Inscrits / Participation | Inscrits / Participation | 3 797 | 24,20  |    |   |  |  |

### Sainte-Menehould
- Maire sortant : Bertrand Courot
- 27 sièges à pourvoir au conseil municipal
- 21 siège à pourvoir au conseil communautaire (CC de l'Argonne Champenoise)

Bertrand Courot est maire de Sainte-Menehould, capitale de l'Argonne, et président de sa communauté de communes depuis 2001. Membre de La République en marche, il se présente à un dernier mandat de maire, qu'il remporte sans opposant.
|                                                     | Bertrand Courot          | La République en marche  | 597   | 100,00 | 27 | 21 |  |  |
| Sainte-Ménehould : la terre, les hommes, l'histoire |                          |                          | 597   | 100,00 | 27 | 21 |  |  |
|                                                     |                          |                          |       |        |    |    |  |  |
| Votes exprimés                                      | Votes exprimés           | Votes exprimés           | 597   | 20,16  |    |    |  |  |
| Votes blancs                                        | Votes blancs             | Votes blancs             | 72    | 2,43   |    |    |  |  |
| Votes nuls                                          | Votes nuls               | Votes nuls               | 122   | 4,12   |    |    |  |  |
| Total                                               | Total                    | Total                    | 791   | 100    | 27 | 21 |  |  |
| Abstention                                          | Abstention               | Abstention               | 2 171 | 73,30  |    |    |  |  |
| Inscrits / Participation                            | Inscrits / Participation | Inscrits / Participation | 2 962 | 26,70  |    |    |  |  |

### Sézanne
- Maire sortant : Sacha Hewak
- 27 sièges à pourvoir au conseil municipal
- 15 siège à pourvoir au conseil communautaire (CC de Sézanne Sud-Ouest Marnais)

En 2016, Philippe Bonnotte démissionne après 39 ans à la mairie de Sézanne, principale ville du sud-ouest marnais. Le conseil principal d'éducation du lycée de la ville, Sacha Hewak, lui succède alors. Pour les élections de 2020, Sacha Hewak affronte une liste conduite par son ancien adjoint Jean-François Quinche, appuyée par le député centriste Charles de Courson, et une liste menée par Thomas Adnot, ancien frontiste et gilet jaune. À la tête d'une liste divers centre, Sacha Hewak est réélu avec environ 53 % des voix contre 39 % pour Jean-François Quinche et 8 % pour Thomas Adnot.
|                                   | Sacha Hewak              | Divers centre            | 864   | 52,81 | 21 | 12 |  |  |
| Unis et dynamiques pour Sézanne   |                          |                          | 864   | 52,81 | 21 | 12 |  |  |
|                                   | Jean-François Quinche    | Divers                   | 638   | 38,99 | 5  | 3  |  |  |
| Sézanne, choisissons notre avenir |                          |                          | 638   | 38,99 | 5  | 3  |  |  |
|                                   | Thomas Adnot             | Divers                   | 134   | 8,19  | 1  | 0  |  |  |
| Un nouveau souffle pour Sézanne   |                          |                          | 134   | 8,19  | 1  | 0  |  |  |
|                                   |                          |                          |       |       |    |    |  |  |
| Votes exprimés                    | Votes exprimés           | Votes exprimés           | 1 636 | 50,25 |    |    |  |  |
| Votes blancs                      | Votes blancs             | Votes blancs             | 15    | 0,46  |    |    |  |  |
| Votes nuls                        | Votes nuls               | Votes nuls               | 12    | 0,37  |    |    |  |  |
| Total                             | Total                    | Total                    | 1 663 | 100   | 27 | 15 |  |  |
| Abstention                        | Abstention               | Abstention               | 1 593 | 48,93 |    |    |  |  |
| Inscrits / Participation          | Inscrits / Participation | Inscrits / Participation | 3 256 | 51,07 |    |    |  |  |

### Suippes
- Maire sortant : Jean-Raymond Égon
- 27 sièges à pourvoir au conseil municipal
- 17 siège à pourvoir au conseil communautaire (CC de la Région de Suippes)

Élu en 2014 face au maire de l'époque, Jean-Raymond Egon ne se représente pas. Dans la ville militaire de Suippes, trois listes se présentent pour succéder au maire sortant : la liste divers droite du conseiller municipal François Collart, la liste divers droite de la conseillère départementale Valérie Morand (soutenue par la maire sortant) et la liste Rassemblement national de Baptiste Philippo, secrétaire départemental du RN,.
Avec 46 % des voix, François Collart arrive largement devant Valérie Morand et Baptiste Philippo, qui se retrouvent presque à égalité (27 %). Un second tour est cependant nécessaire,. Les trois listes décident de se maintenir.
| Tête de liste                                  | Tête de liste            | Liste                    | Premier tour | Premier tour | Second tour | Second tour | Sièges | Sièges |
| Tête de liste                                  | Tête de liste            | Liste                    | Voix         | %            | Voix        | %           | CM     | CC     |
| ---------------------------------------------- | ------------------------ | ------------------------ | ------------ | ------------ | ----------- | ----------- | ------ | ------ |
|                                                | François Collart         | Divers droite            | 450          | 46,10        | 482         | 56,37       | 22     | 14     |
| Avec vous pour Suippes                         |                          |                          | 450          | 46,10        | 482         | 56,37       | 22     | 14     |
|                                                | Valérie Morand           | Divers droite            | 265          | 27,15        | 204         | 23,85       | 3      | 2      |
| Suippes nous ressemble, Suippes nous rassemble |                          |                          | 265          | 27,15        | 204         | 23,85       | 3      | 2      |
|                                                | Baptiste Philippo        | Rassemblement national   | 261          | 26,74        | 169         | 19,76       | 2      | 1      |
| Rassembler pour Suippes                        |                          |                          | 261          | 26,74        | 169         | 19,76       | 2      | 1      |
|                                                |                          |                          |              |              |             |             |        |        |
| Votes exprimés                                 | Votes exprimés           | Votes exprimés           | 976          | 45,48        |             |             |        |        |
| Votes blancs                                   | Votes blancs             | Votes blancs             | 12           | 0,56         |             |             |        |        |
| Votes nuls                                     | Votes nuls               | Votes nuls               | 9            | 0,42         |             |             |        |        |
| Total                                          | Total                    | Total                    | 997          | 100          |             |             | 27     | 17     |
| Abstention                                     | Abstention               | Abstention               | 1 149        | 53,54        |             |             |        |        |
| Inscrits / Participation                       | Inscrits / Participation | Inscrits / Participation | 2 146        | 46,46        |             |             |        |        |

### Tinqueux
- Maire sortant : Jean-Pierre Fortuné
- 33 sièges à pourvoir au conseil municipal
- 3 siège à pourvoir au conseil communautaire (CU Grand Reims)

Maire divers droite de Tinqueux depuis 1995, Jean-Pierre Fortuné avait vu son élection de 2014 annulée après le rejet de ses comptes de campagne. Il avait été réélu en 2015 avec 63 % des voix face à son premier adjoint, une liste de gauche menée par James Pelle et une liste divers droite menée par Gilles Borck. En 2020, il est candidat à un cinquième mandat face à deux listes menées par d'anciens adjoints, Gilles Borck et Laurent Lebœuf, ainsi qu'une liste de gauche à nouveau portée par le communiste James Pelle. Il est réélu au premier tour avec 55 % des suffrages, devant la liste de Laurent Leboeuf (23 %) et les autres listes à 11 %.
|                                     | Jean-Pierre Fortuné      | Divers droite            | 1 471 | 54,99 | 26 | 3 |  |  |
| Tinqueux votre ville                |                          |                          | 1 471 | 54,99 | 26 | 3 |  |  |
|                                     | Laurent Lebœuf           | Divers droite            | 603   | 22,54 | 4  | 0 |  |  |
| Heureux à TInqueux                  |                          |                          | 603   | 22,54 | 4  | 0 |  |  |
|                                     | Gilles Borck             | Divers droite            | 307   | 11,47 | 2  | 0 |  |  |
| J'aime Tinqueux avec Gilles Borck   |                          |                          | 307   | 11,47 | 2  | 0 |  |  |
|                                     | James Pelle              | Divers gauche            | 294   | 10,99 | 1  | 0 |  |  |
| Démocratie environnement solidarité |                          |                          | 294   | 10,99 | 1  | 0 |  |  |
|                                     |                          |                          |       |       |    |   |  |  |
| Votes exprimés                      | Votes exprimés           | Votes exprimés           | 2 675 | 33,92 |    |   |  |  |
| Votes blancs                        | Votes blancs             | Votes blancs             | 26    | 0,33  |    |   |  |  |
| Votes nuls                          | Votes nuls               | Votes nuls               | 29    | 0,37  |    |   |  |  |
| Total                               | Total                    | Total                    | 2 730 | 100   | 33 | 3 |  |  |
| Abstention                          | Abstention               | Abstention               | 5 156 | 65,38 |    |   |  |  |
| Inscrits / Participation            | Inscrits / Participation | Inscrits / Participation | 7 886 | 34,62 |    |   |  |  |

### Vitry-le-François
- Maire sortant : Jean-Pierre Bouquet
- 33 sièges à pourvoir au conseil municipal
- 26 siège à pourvoir au conseil communautaire (CC Vitry, Champagne et Der)

Ancien député et conseiller général, Jean-Pierre Bouquet est maire de la sous-préfecture Vitry-le-François depuis 1989 (à l'exception de l'intermède 2001-2008). Le maire sortant est candidat à sa réélection sous les couleurs du Parti socialiste, avec le soutien de La République en marche. Il affronte une liste menée par Linda Munster, conseillère régionale socialiste alliée au républicain Thibaut Duchêne et aux centristes de l'UDI. La liste du Rassemblement national, qui considère la ville comme prenable après ses bons résultats aux européennes, est menée par Pascal Erre. Deux autres listes sont présentes : une liste Lutte ouvrière conduite pour la 3e fois par Joëlle Bastien et une liste portée par l'ancien LR Cyril Triolet.
Jean-Pierre Bouquet arrive en tête du premier tour avec environ 42 % des suffrages. Il est suivi par la liste de Linda Munster (24 %), la liste de Cyril Triolet (20 %) et la liste frontiste de Pascal Erre (12 %). Lutte ouvrière n'est pas en mesure de se maintenir au second tour, avec seulement 2 % des voix. Entre les deux tours, les listes menées par Linda Munster et Cyril Triolet fusionnent avec ce dernier en tête de liste.
| Tête de liste                                            | Tête de liste            | Liste                    | Premier tour | Premier tour | Second tour | Second tour | Sièges | Sièges |
| Tête de liste                                            | Tête de liste            | Liste                    | Voix         | %            | Voix        | %           | CM     | CC     |
| -------------------------------------------------------- | ------------------------ | ------------------------ | ------------ | ------------ | ----------- | ----------- | ------ | ------ |
|                                                          | Jean-Pierre Bouquet      | Divers gauche            | 1 212        | 42,46        | 1524        | 52,20       | 26     | 20     |
| Fiers d'être Vitryats                                    |                          |                          | 1 212        | 42,46        | 1524        | 52,20       | 26     | 20     |
|                                                          | Linda Munster            | Divers (LC)              | 680          | 23,82        | 1163        | 39,84       | 6      | 5      |
| Ensemble pour Vitry                                      |                          |                          | 680          | 23,82        | 1163        | 39,84       | 6      | 5      |
|                                                          | Cyril Triolet            | Divers                   | 558          | 19,55        | 1163        | 39,84       | 6      | 5      |
| Vitry en mouvement                                       |                          |                          | 558          | 19,55        | 1163        | 39,84       | 6      | 5      |
|                                                          | Pascal Erre              | Rassemblement national   | 344          | 12,05        | 232         | 7,94        | 1      | 1      |
| Les Vitryats d'abord                                     |                          |                          | 344          | 12,05        | 232         | 7,94        | 1      | 1      |
|                                                          | Joëlle Bastien           | Lutte ouvrière           | 60           | 2,10         |             |             |        |        |
| Lutte ouvriere - faire entendre le camp des travailleurs |                          |                          | 60           | 2,10         |             |             |        |        |
|                                                          |                          |                          |              |              |             |             |        |        |
| Votes exprimés                                           | Votes exprimés           | Votes exprimés           | 2 854        | 39,62        |             |             |        |        |
| Votes blancs                                             | Votes blancs             | Votes blancs             | 29           | 0,40         |             |             |        |        |
| Votes nuls                                               | Votes nuls               | Votes nuls               | 66           | 0,92         |             |             |        |        |
| Total                                                    | Total                    | Total                    | 2 949        | 100          |             |             | 33     | 26     |
| Abstention                                               | Abstention               | Abstention               | 4 254        | 59,06        |             |             |        |        |
| Inscrits / Participation                                 | Inscrits / Participation | Inscrits / Participation | 7 203        | 40,94        |             |             |        |        |

### Witry-lès-Reims
- Maire sortant : Michel Keller
- 29 sièges à pourvoir au conseil municipal
- 2 siège à pourvoir au conseil communautaire (CU Grand Reims)

En 2017, après 28 ans à la tête de Witry-lès-Reims, le sénateur centriste Yves Détraigne laisse son fauteuil de maire à son deuxième adjoint Michel Keller, en raison de la loi sur le non-cumul des mandats. En 2020, la liste de Michel Keller (où figure toujours Yves Détraigne) est la seule à se présenter aux élections municipales qu'elle remporte donc.
|                                          | Michel Keller                            | Divers                                   | 861   | 100,00 | 29 | 2 |  |  |
| Witry uni                                |                                          |                                          | 861   | 100,00 | 29 | 2 |  |  |
|                                          |                                          |                                          |       |        |    |   |  |  |
| Votes exprimés                           | Votes exprimés                           | Votes exprimés                           | 861   | 21,81  |    |   |  |  |
| Votes blancs                             | Votes blancs                             | Votes blancs                             | 22    | 0,56   |    |   |  |  |
| Votes nuls                               | Votes nuls                               | Votes nuls                               | 42    | 1,06   |    |   |  |  |
| Total                                    | Total                                    | Total                                    | 925   | 100    | 29 | 2 |  |  |
| Abstention                               | Abstention                               | Abstention                               | 3 022 | 76,56  |    |   |  |  |
| Inscrits / Participation / Participation | Inscrits / Participation / Participation | Inscrits / Participation / Participation | 3 947 | 23,44  |    |   |  |  |